# Baudouinville (schip, 1939)

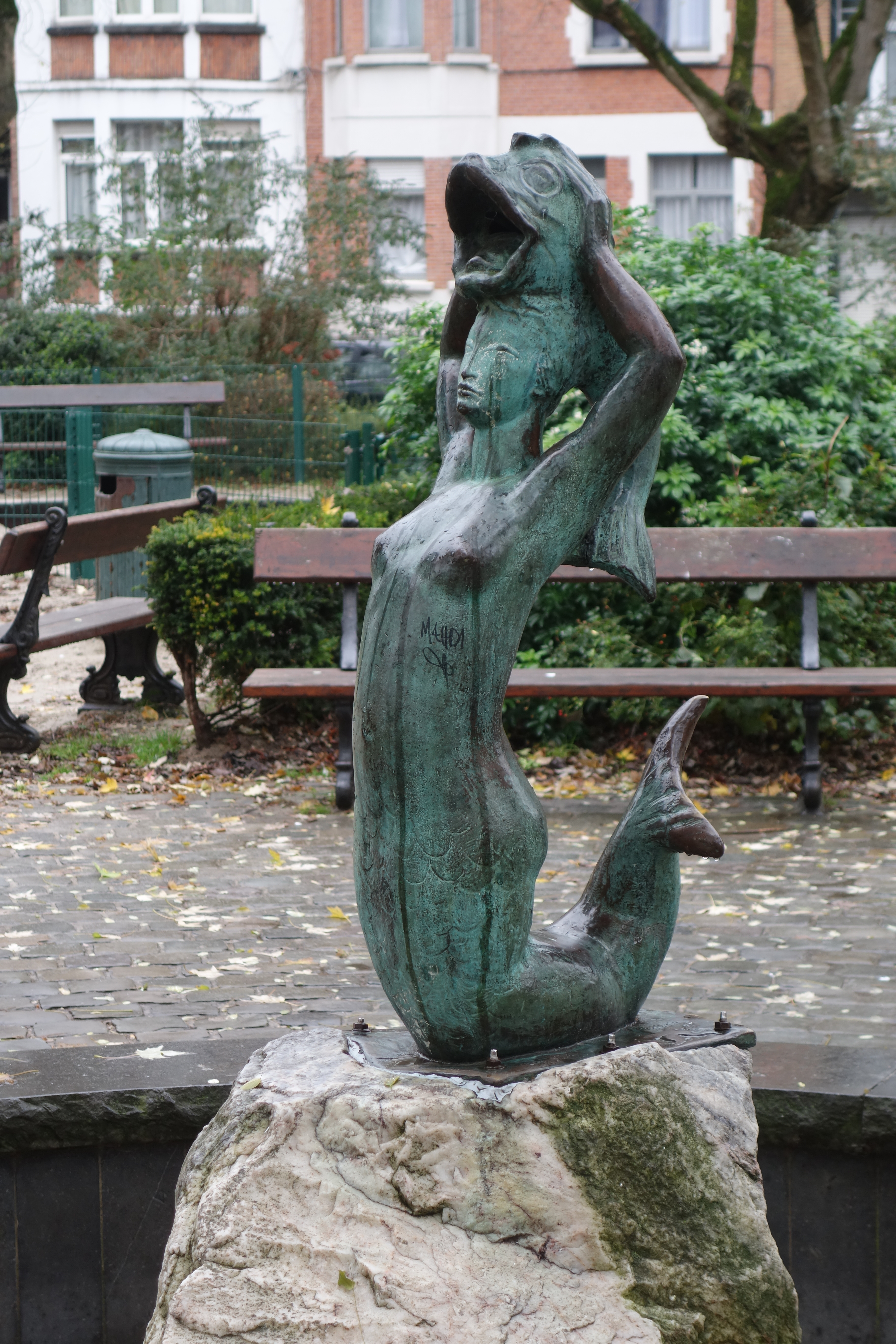
De Zeemeermin van de Baudouinville, op het Leopoldstadplein van Etterbeek. Dit brons van Dolf Ledel uit 1952 is een replica van het exemplaar dat het eersteklassezwembad van de Baudouinville versierde

Het op 18 mei 1939 bij de Cockerill Yards, Antwerpen Hoboken te water gelaten motorschip Baudouinville was het eerste Belgische passagiersschip met die naam en mat 13.761 ton. Ze was eigendom van de rederij C.M.B. (Compagnie Maritime Belge). Ze was een van de zovele "Ville" boten die de Belgische koopvaardijvloot had.
De Baudouinville voer op 27 oktober 1939 weg vanaf de Schelderede. Ondanks de oorlogsdreiging voer ze nog naar Congo terwijl het Duitse vestzakslagschip Admiral Graf Spee op strooptocht was in deze Atlantische wateren voor de Afrikaanse westkust.
Daar overviel het Duitse vestzakslagschip de Britse vrachtschepen. De Duitsers lieten toen nog de Britse bemanningen van boord gaan, namen hen gevangen en lieten dan hun schepen zinken. Een Duitse cargo bracht dan de gevangenen weg.
Voor die tijd was de Baudouinville een prachtig witgeschilderde passagiersschip met voor die tijd, moderne lijnen en een korte beigekleurige schoorsteen. In het salon hingen twee schilderijen van kunstschilder André Hallet die hij op bestelling van de C.M.B. had gemaakt. Het had ong. 7 dekken, 4 bovendekken en 3 onderdekken. Het had een totaal van 10 reddingssloepen aan boord.
Het had twee hoge masten met in totaal 8 laadbomen.
Tijdens de Achttiendaagse Veldtocht in België werd het schip te Antwerpen gevorderd door de Duitse Kriegsmarine, per 28 oktober 1941 als hospitaalschip Lindau in gebruik genomen. Het schip werd 10 augustus 1944, na de Invasie van Normandië op 6 juni, te Nantes door de Duitsers gesaboteerd waardoor het zonk.
Na de bevrijding van Nantes door de Amerikanen, voer het schip na herstelling naar een Britse haven, waar ze zich bij de Léopoldville voegde. Dit onfortuinlijke voormalige passagiersschip en nu troepentransportschip, ging ten onder op Kerstdag 1944 voor de kust van Cherbourg, door torpedering van de Duitse U 486.
Na de bevrijding keerde de Baudouinville weer terug naar Antwerpen. Daarna werd ze toch in Boom gesloopt.